# ドリアン・フランシスコ
ドリアン・フランシスコ（Drian Francisco、1982年11月10日 - ）は、フィリピンの元プロボクサー。西ミンドロ州サブラヤン出身。元WBA世界スーパーフライ級暫定王者。

## 来歴

### フライ級
2005年4月29日、パラニャーケのタムボというバランガイにあるタムボ・シーサイド・スクエアでジェシー・カバレスと対戦し、2回TKO勝ちを収めデビュー戦を勝利で飾った。
2006年12月30日、マンダルヨンでピチッチャイ・ツインジムとWBOアジア太平洋フライ級王座決定戦を行い、7回1分3秒TKO勝ちを収めを王座を獲得した。
2007年8月4日、パラニャーケでワンミーチョーク・シンワンチャーと対戦し、初回2分20秒KO勝ちを収め初防衛に成功した。

### スーパーフライ級
2010年4月17日、パシッグのイナレス・スポーツ・アリーナでリカルド・ヌニェスとWBA世界スーパーフライ級挑戦者決定戦を行い、5回2分52秒KO勝ちを収め名城信男への挑戦権を獲得した。
2010年11月30日、ノーンカーイ県でドゥアンペッ・ゴーキャットジムとWBA世界スーパーフライ級暫定王座決定戦を行い、10回1分57秒TKO勝ちを収め王座を獲得した。
2011年5月1日、ペッチャブリー県でテーパリッ・シンワンチャーと対戦し、12回0-3（113-114、113-114、110-117）の判定負けを喫し初防衛に失敗、王座から陥落した。
2011年9月24日、マカティのシングカマスというバランガイにあるマカティ・コロシアムでマイケル・ドミンゴと再起戦を行い、10回3-0（96-93、96-93、95-94）の判定勝ちを収めた。

### バンタム級
2012年4月14日、西ミンドロ州サブラヤンのサラブヤン・アストロドームでピチッチャイ・ツインジムとバンタム級契約12回戦を行い、初回33秒KO勝ちを収めた。

### スーパーバンタム級
2013年7月12日、ラスベガスのテキサス・ステーション・カジノでクリス・アバロスとNABO北米スーパーバンタム級王座決定戦を行い、10回0-3（94-96、93-97、93-97）の判定負けを喫し王座獲得に失敗した。
2015年11月21日、マンダレイ・ベイ・イベント・センターでWBA世界スーパーバンタム級休養王者のギレルモ・リゴンドウとスーパーバンタム級契約10回戦を行い、10回0-3（90-100、90-100、93-97）の判定負けを喫した。
2017年2月18日、マカティのマカティ・シネマ・スクエアでマテオ・ハンディグとスーパーバンタム級10回戦を行い、10回3-0 （100-90、97-93、99-91)の判定勝ちを収め再起戦を制した。

### フェザー級
2018年1月27日、ティフアナのムニシパル・オーディトリウムでエディバルド・オルテガとフェザー級10回戦を行い、10回0-3（94-96、92-98、92-98）の判定負けを喫した。

### スーパーフェザー級
2018年5月26日、メキシコシティのテアトロ・モリエレでWBC世界スーパーフェザー級ユース王者のエデュアルド・エルナンデスと対戦し、フランシスコの2回終了時棄権によりWBCユース王座の獲得に失敗した。

## 獲得タイトル
- WBOアジア太平洋フライ級王座
- WBA世界スーパーフライ級暫定王座（防衛0）